# Bruno Gama
Bruno Alexandre Vilela Gama (Vila Verde, 15 de novembro de 1987) é um futebolista português que atua como meia. Atualmente, joga pelo AEK Larnaca.

## Carreira
Bruno Gama começou a carreira no Braga e passou parte da sua formação no Vilaverdense Futebol Clube.
Foi contratado pelo AEK Larnaca em julho de 2022, após duas temporadas no Aris de Salonica.

## Títulos
Vitória Setúbal
- Taça da Liga: 2007–08

Deportivo La Coruña
- Segunda Divisão Espanhola: 2011–12[5]